# Bona nit i bona sort
Bona nit i bona sort (títol original en anglès Good Night, and Good Luck.) és una pel·lícula estatunidenca de 2005 dirigida per George Clooney. Va ser doblada al català un any després.

## Argument

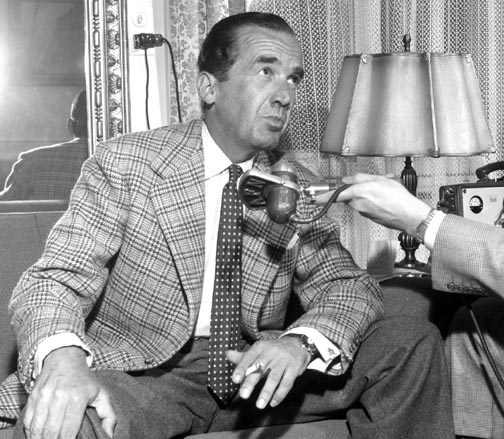
Edward Murrow en una entrevista

En els anys 50, Edward R. Murrow, el presentador de notícies estatunidenc de la CBS de l'època, i el productor Fred Friendly (George Clooney) van contribuir a la caiguda del senador Joseph McCarthy, en l'època de la caça de bruixes. Aquesta pel·lícula ofereix una reflexió sobre el paper dels mitjans de comunicació en la societat.

## Repartiment
- David Strathairn: Edward R. Murrow (periodista de TV de la CBS, en el programa See It Now)
- George Clooney: Fred Friendly (coproductor, amb Murrow, de See It Now)
- Frank Langella: William S. Paley (director executiu de la CBS)
- Robert Downey Jr.: Joe Wershba
- Patricia Clarkson: Shirley Wershba
- Jeff Daniels: Sig Mickelson
- Ray Wise: Don Hollenbeck (periodista i col·laborador de Murrow a la CBS, fou acusat de comunista)

## Premis i nominacions

### Premis
- 2005: Copa Volpi per la millor interpretació masculina per David Strathairn
- 2005: Premi Osella pel millor guió per George Clooney i Grant Heslov

### Nominacions
- 2005: Lleó d'Or
- 2006: Oscar a la millor pel·lícula
- 2006: Oscar al millor director per George Clooney
- 2006: Oscar al millor actor per David Strathairn
- 2006: Oscar al millor guió original per George Clooney i Grant Heslov
- 2006: Oscar a la millor fotografia per Robert Elswit
- 2006: Oscar a la millor direcció artística per James D. Bissell i Jan Pascale
- 2006: Globus d'Or a la millor pel·lícula dramàtica
- 2006: Globus d'Or al millor director per George Clooney
- 2006: Globus d'Or al millor actor dramàtic per David Strathairn
- 2006: Globus d'Or al millor guió per George Clooney i Grant Heslov
- 2006: BAFTA a la millor pel·lícula
- 2006: BAFTA al millor director per George Clooney
- 2006: BAFTA al millor actor per David Strathairn
- 2006: BAFTA al millor actor secundari per George Clooney
- 2006: BAFTA al millor guió original per George Clooney i Grant Heslov
- 2006: BAFTA al millor muntatge per Stephen Mirrione